# توسعه توزیع شده
توسعه توزیع شده ( به انگلیسی: Distributed development) شکلی از تحقیق و توسعه است. در این نوع از تحقیق و توسعه اعضای پروژه ممکن است یکدیگر را رودررو نبینند، اما همه‌ی آنها به طور مشترک برای توسعه‌ی پروژه تلاش میکنند. اغلب این کار از طریق ایمیل، اینترنت و دیگر اشکال ارتباط از راه دور انجام میگیرد. توسعه توزیع شده به طور گسترده ای توسط جامعه متن باز مورد استفاده قرار میگیرد.

## ویژگی های توسعه توزیع شده
در یک محیط توزیع شده افراد پروژه ایده‌ها، اطلاعات و منابع خود را به اشتراک می‌گذارند. 
یکی از الزامات این است که ارتباطات بایستی در دسترس کل اعضای پروژه باشد نه اینکه صرفا محدود به افراد حاضر در یک ساختمان اداری باشد. این مورد معمولا با استفاده از همکاری مبتنی بر اینترنت حاصل می‌شود‌. از جمله ابزار های اینترنتی در دسترس برای این کار می‌توان به گیت‌هاب، گیت‌لب و  ویکی ها اشاره کرد.